# Conochironomus avicula
Conochironomus avicula är en tvåvingeart som först beskrevs av Freeman 1955.  Conochironomus avicula ingår i släktet Conochironomus och familjen fjädermyggor. Inga underarter finns listade i Catalogue of Life.